# 三氯异氰尿酸
三氯异氰尿酸（缩写TCCA）是一种含氮有机氯化合物，结构简式(C=ONCl)3，常温常压下为无色固体，常用作工业用消毒剂、漂白剂和有机合成试剂。